# Lasiopetalum rosmarinifolium
Lasiopetalum rosmarinifolium är en malvaväxtart som först beskrevs av Porphir Kiril Nicolai Stepanowitsch Turczaninow, och fick sitt nu gällande namn av George Bentham. Lasiopetalum rosmarinifolium ingår i släktet Lasiopetalum och familjen malvaväxter. Inga underarter finns listade i Catalogue of Life.